# Incidente de Mayerling
O chamado Incidente de Mayerling refere-se a uma série de eventos que levaram à controversa morte do arquiduque Rodolfo da Áustria e de sua amante, a baronesa Maria Vetsera. Rodolfo era o único filho varão do imperador Francisco José I da Áustria e da imperatriz Isabel, e herdeiro do trono do Império Austro-Húngaro. Sua amante era filha do falecido barão Albin Vetsera, diplomata na corte austríaca. Os corpos do arquiduque, de 30 anos, e da baronesa, de 17, foram descobertos no Imperial Pavilhão de Caça em Mayerling, nos Bosques de Viena, cerca de 25 km a sudoeste da capital, na manhã de 30 de janeiro de 1889.
A morte do príncipe teve consequências no curso da história no século XIX e interrompeu a linha sucessória imediata ao trono austro-húngaro. Como Rodolfo não havia tido filhos varões, a sucessão recaiu sobre seu tio, o arquiduque Carlos Luís — irmão de Francisco José I que, no entanto, renunciou aos seus direitos em favor de seu filho, o arquiduque Francisco Fernando. Esta desestabilização pôs em risco a reconciliação que vinha se esboçando entre a Áustria e facções húngaras do império, tornando-se um catalisador nos desenvolvimentos inexoráveis que levaram ao assassinato, em 28 de junho de 1914, do arquiduque e de sua esposa, a duquesa Sofia de Hohenberg, por um nacionalista sérvio em Sarajevo — fato que foi um dos estopins da Primeira Guerra Mundial.

## O incidente

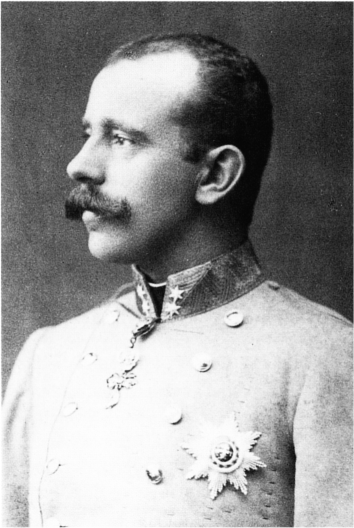
O arquiduque Rodolfo da Áustria à época de sua morte

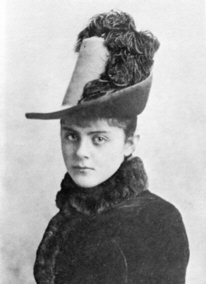
A jovem baronesa Maria Vetsera em 1888

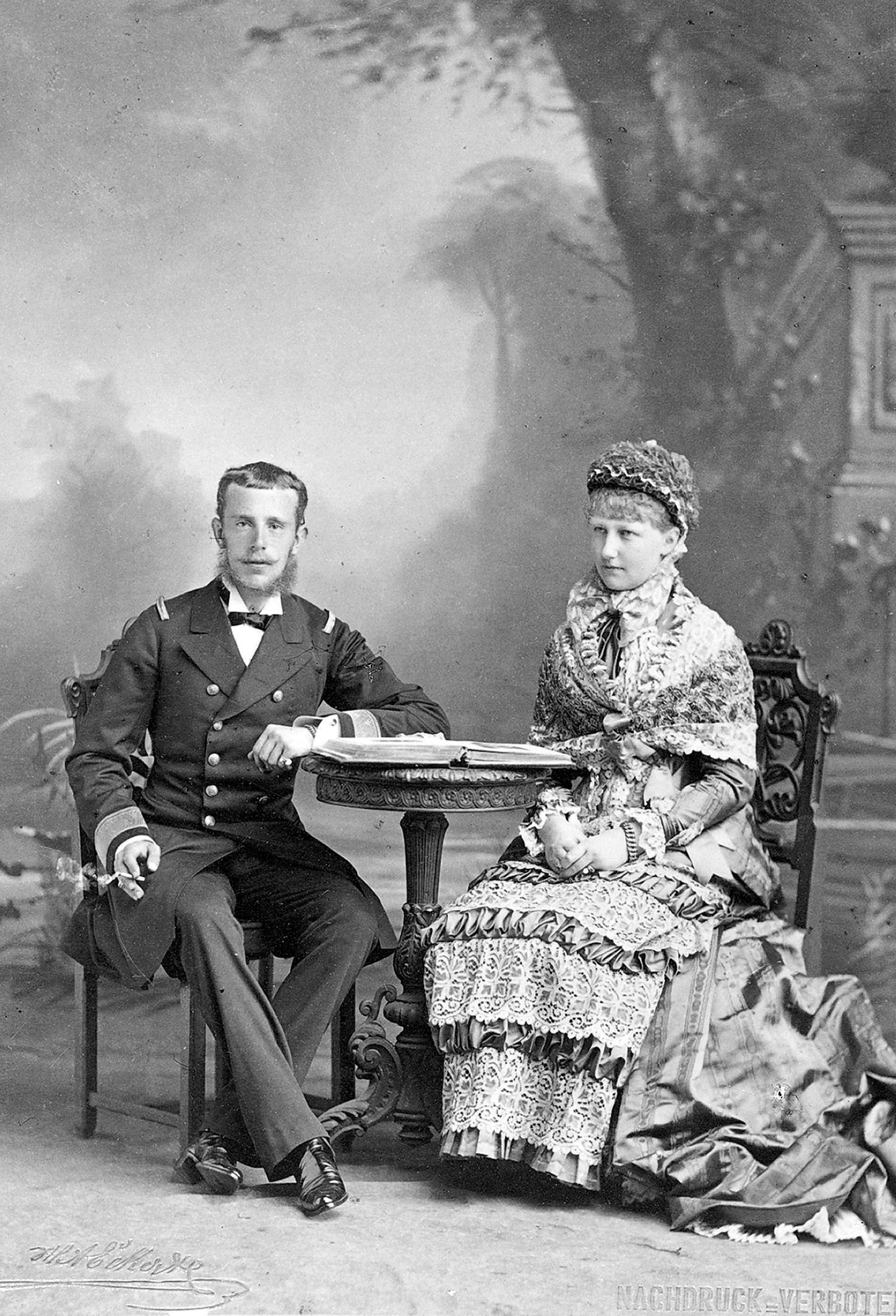
Rodolfo e sua esposa, a princesa Estefânia da Bélgica

Em 1889, muitas pessoas da corte austríaca, incluindo os pais de Rodolfo e sua esposa Estefânia, sabiam de seu envolvimento amoroso com a jovem Maria. O casamento do arquiduque com a princesa da Bélgica não foi particularmente feliz e resultou no nascimento de apenas uma filha, Elisabeth, conhecida como "Erszi".
Em 29 de janeiro de 1889, Francisco José e Isabel ofereceram um jantar para a família antes de partirem para Buda, na Hungria, no dia 31; Rodolfo declinou do convite, alegando uma indisposição. Ele organizou uma caçada em Mayerling para a manhã do dia 30 mas, quando seu criado Loschek foi chamá-lo em seus aposentos, não houve resposta. O mesmo fez o conde José Hoyos, companheiro de caça do arquiduque, mas Rodolfo não atendeu ao seu chamado. Eles tentaram forçar a porta, mas ela estava trancada. Loschek, então, arrombou a porta com um machado e encontrou o quarto às escuras. Rodolfo encontrava-se sentado (alguns autores sugerem que ele estava deitado) imóvel ao lado da cama, inclinado para a frente e sangrando pela boca. Na mesa de cabeceira havia um copo, que levou Loschek a acreditar que o príncipe havia ingerido veneno, pois sabia que a estricnina provoca sangramentos. Na cama jazia o corpo de Maria Vetsera, pálida, fria e já bastante rígida. A versão errônea de que havia ocorrido um envenenamento — e mesmo que a baronesa teria envenenado Rodolfo e se matado — persistiu por algum tempo.
Hoyos não viu os corpos de perto, mas correu para a estação e tomou um trem especial para Viena. Ele procurou o conde Paar, ajudante de ordens do imperador, e pediu-lhe que transmitisse a terrível notícia ao soberano. O sufocante protocolo que regia cada passo dado em Hofburg prevaleceu neste momento; Paar protestou que somente a imperatriz poderia dar tão catastrófica notícia ao imperador. O barão Nopcsa, veador da imperatriz, foi encarregado da tarefa, mas este preferiu entender-se antes com a condessa Ida von Ferenczy, dama de companhia favorita de Isabel, para determinar como Sua Majestade deveria ser informada do ocorrido. Isabel estava tendo aulas de grego e ficou impaciente com a interrupção. Bastante pálida, Ferenczy anunciou que o barão Nopcsa tinha notícias urgentes a dar, ao que a imperatriz respondeu que ele deveria aguardar e voltar mais tarde. A condessa insistiu que o barão deveria ser recebido imediatamente e acrescentou que ele tinha graves notícias sobre o príncipe herdeiro. Este relato foi feito pela condessa Ferenczy e pela arquiduquesa Maria Valéria, a quem Sissi ditou as memórias do incidente, além do registro em seu diário.
A condessa entrou novamente na sala, onde encontrou a imperatriz bastante abalada e chorando  incontrolavelmente. Neste momento, o imperador veio até os aposentos, mas foi obrigado a aguardar do lado de fora junto com Nopcsa, que fazia um visível esforço para se controlar. Isabel deu a notícia a seu marido em particular e ele deixou o local completamente devastado.
O chefe de polícia foi convocado e os serviços de segurança nacional isolaram o pavilhão de caça e toda a área ao redor. O corpo de Maria Vetsera foi enterrado o mais rápido possível, sem inquérito e em segredo — nem mesmo sua mãe teve permissão de participar do enterro.

## A história
Em nome do imperador, o primeiro-ministro conde Eduard Taaffe emitiu um comunicado ao meio-dia informando que Rodolfo havia morrido "devido à rutura de um aneurisma no coração". A família imperial, a corte e, aparentemente, até mesmo a mãe de Maria, a baronesa Helena Vetsera, ainda acreditavam na versão do envenenamento. Somente quando a comissão médica da corte, chefiada pelo Dr. Widerhofer, chegou a Mayerling naquela tarde é que a causa precisa da morte foi estabelecida. Às 6 horas da manhã do dia 31, Widerhofer encaminhou um relatório ao imperador com a versão oficial dos fatos, que foi publicada naquele mesmo dia: "Sua Alteza Imperial e Real, o Príncipe Herdeiro Arquiduque Rodolfo, morreu ontem em sua residência de caça de Mayerling, próximo a Baden, pela ruptura de um aneurisma no coração".
Correspondentes estrangeiros dirigiram-se a Mayerling e logo se soube que a amante de Rodolfo estava implicada em sua morte. A primeira versão oficial sobre um ataque cardíaco foi rapidamente abandonada e a versão da "insuficiência cardíaca" foi alterada. Foi anunciado que, num pacto de suicídio, o arquiduque havia atirado na baronesa, sentando-se depois ao lado de seu corpo durante várias horas antes de se matar. Surgiram relatos de que Rodolfo e o imperador haviam tido recentemente uma violenta discussão, onde Francisco José exigia que o filho terminasse seu relacionamento com a adolescente. Suas mortes teriam sido o resultado trágico de uma decisão desesperada tomada pelos amantes contrariados "enquanto o arquiduque encontrava-se mentalmente desequilibrado". A polícia encerrou as investigações com surpreendente rapidez, em aparente resposta aos desejos do imperador.
Francisco José fez tudo o que pôde para obter autorização da Igreja para que Rodolfo pudesse ser enterrado na Cripta Imperial, algo que seria impossível devido ao fato do arquiduque ter cometido assassinato e suicídio. A dispensa especial foi obtida a partir do Vaticano, que declarou que Rodolfo encontrava-se em estado de "desequilíbrio mental", permitindo que ele fosse sepultado na Igreja dos Capuchinhos, em Viena, junto a outros 137 Habsburgos. O dossiê sobre as investigações e as ações relacionadas não foram depositados nos arquivos do Estado, como normalmente acontecia.
Acredita-se que a notícia de que Rodolfo havia se desentendido seriamente com o pai por causa da baronesa tenha sido espalhada por agentes do chanceler alemão Otto von Bismarck, que nutria pouca simpatia pelo politicamente liberal arquiduque. Tal acontecimento foi posto em dúvida por muitos parentes próximos de Rodolfo, que conheciam o chanceler pessoalmente.
A imperatriz Vitória da Alemanha registrou em 9 de abril de 1889:
"O príncipe Bismarck veio ontem. Foi uma pílula amarga para mim ter que recebê-lo depois de tudo que aconteceu e com tudo o que está acontecendo. Ele falou muito sobre Rodolfo e falou sobre uma cena que havia acontecido com o imperador, segundo o relato de Reuss. Talvez Reuss esteja errado. Eu acho que é muito provável."
Em carta datada de 20 de abril de 1889 e dirigida à sua mãe, a rainha Vitória, a imperatriz alemã declarou:
"… Tenho ouvido diferentes coisas sobre o pobre Rodolfo que talvez possam lhe interessar. O Príncipe Bismarck me disse que as violentas cenas e altercações entre o Imperador e Rodolfo tinham sido a causa do suicídio de Rodolfo. Eu respondi que tinha ouvido isso e que duvidava muito, ao que ele disse que Reuss havia escrito isso e que assim foi! Ele me mandaria o despacho para eu ler, se quisesse, mas eu recusei. Eu não disse o que pensei, que em trinta anos tive a experiência de quantas mentiras os agentes diplomáticos do Príncipe Bismarck (com algumas exceções) escreveram a ele e, portanto, geralmente duvido completamente daquilo que escrevem, a não ser que eu saiba que são homens honestos e de confiança. Szechenyi, o embaixador em Berlim, que conhecemos muito bem, diz-me que não houve cenas com o Imperador, que disse a Szechenyi: Dies ist der erste Kummer, den mein Sohn mir macht. Eu te dou as notícias que valem a pena. O General Loe ouviu de fontes austríacas que a catástrofe não havia sido planejada para aquele dia! Mas que a jovem destruíra a si mesma e Rodolfo, vendo que mais nada lhe restara, havia se matado com uma Gewehr Förster que ele apoiou no chão e depois pisou no gatilho. Loe considera, como eu, uma desgraça a morte do pobre Rodolfo. O chanceler, eu acho, não lamenta, e não gosto dele!"

## As teorias
Os historiadores descartam a ideia de que havia algo mais que um assassinato seguido de suicídio no Incidente Mayerling. No entanto, ao longo dos anos, surgiram diversas teorias tentando comprovar que a história oficial está incorreta.

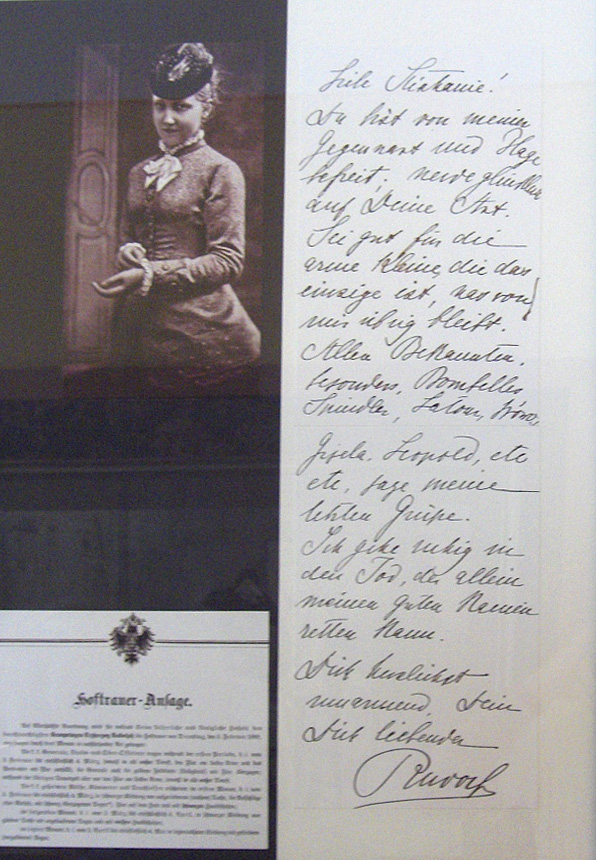
Carta de despedida de Rodolfo à sua esposa, a princesa Estefânia da Bélgica

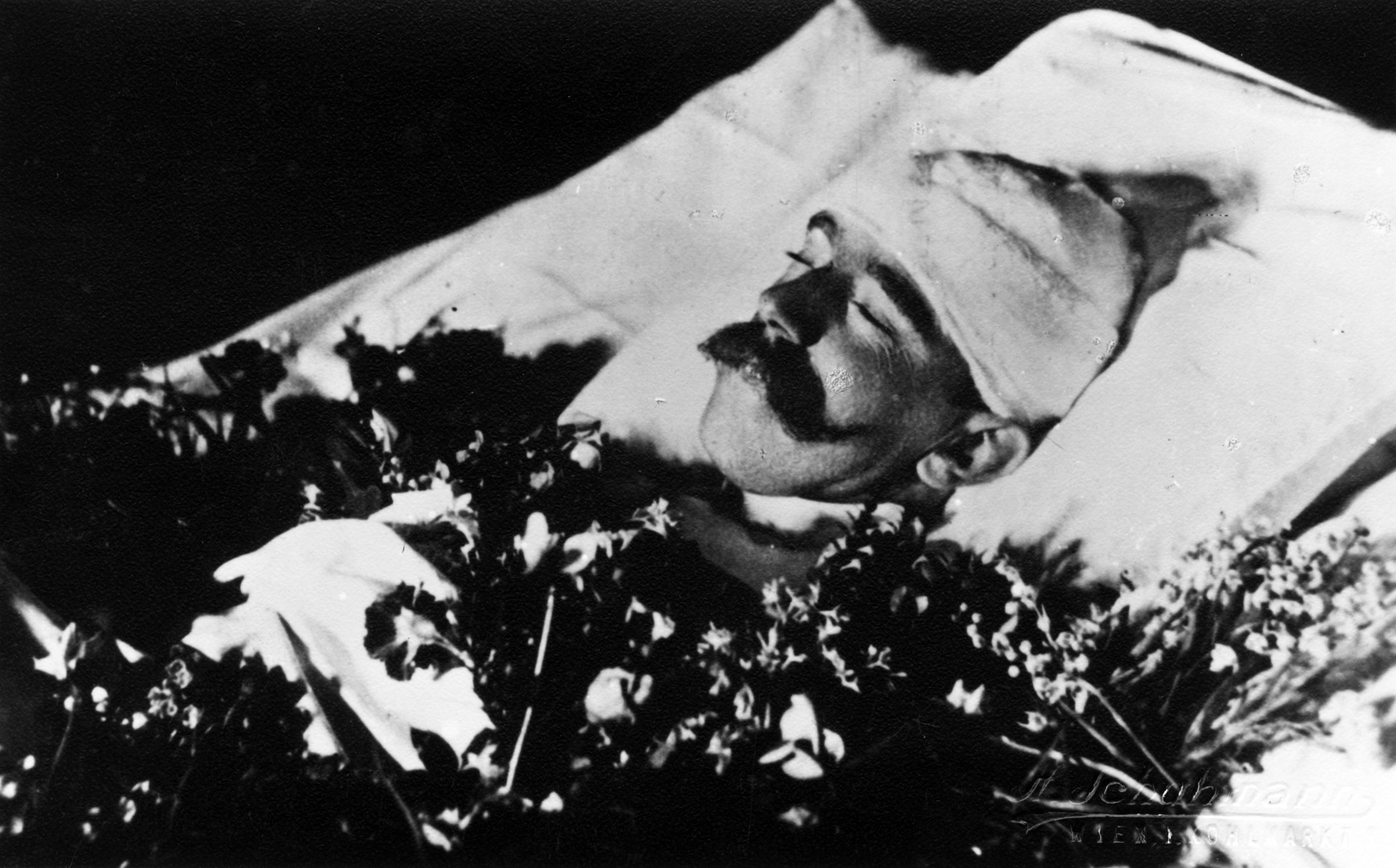
Corpo do arquiduque Rodolfo

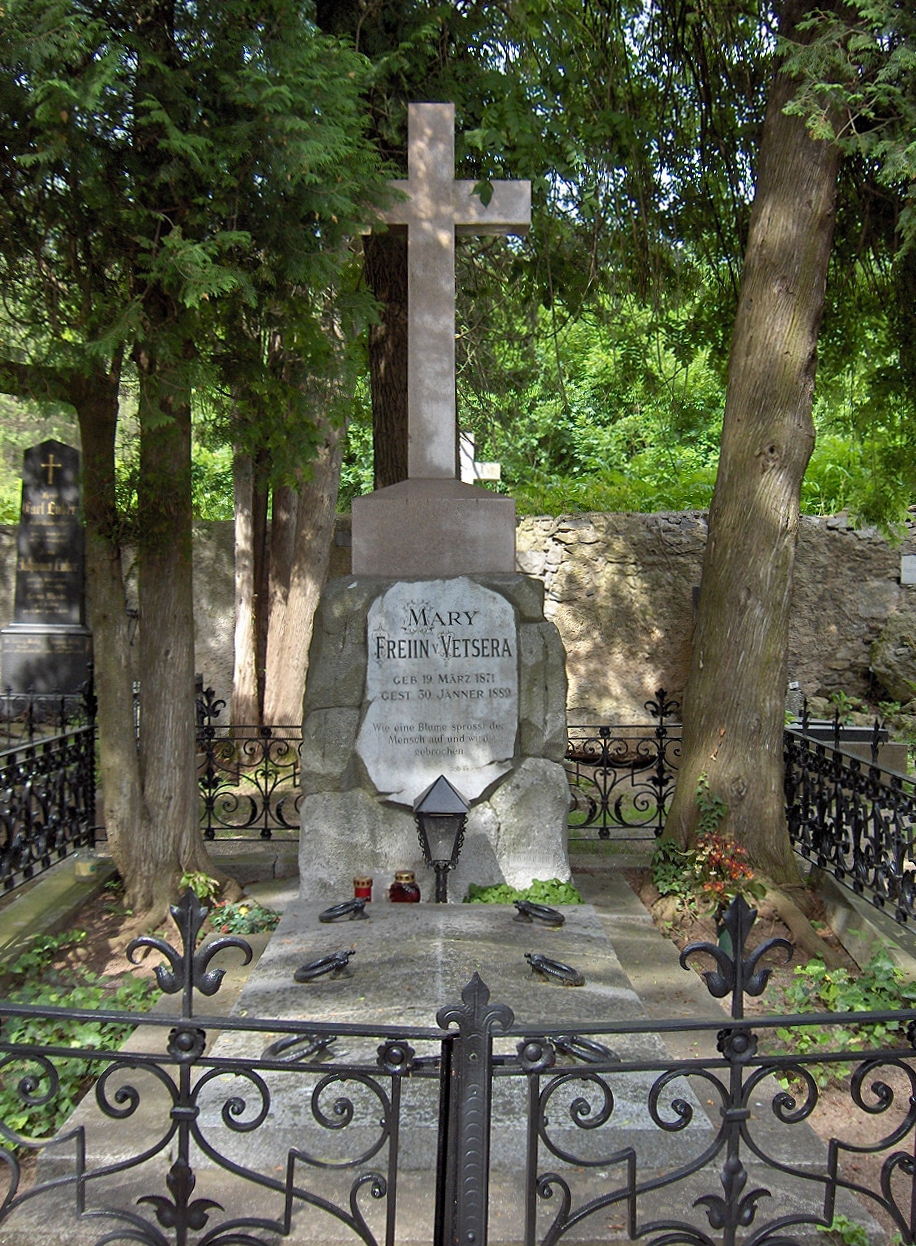
Túmulo da baronesa Maria Vetsera

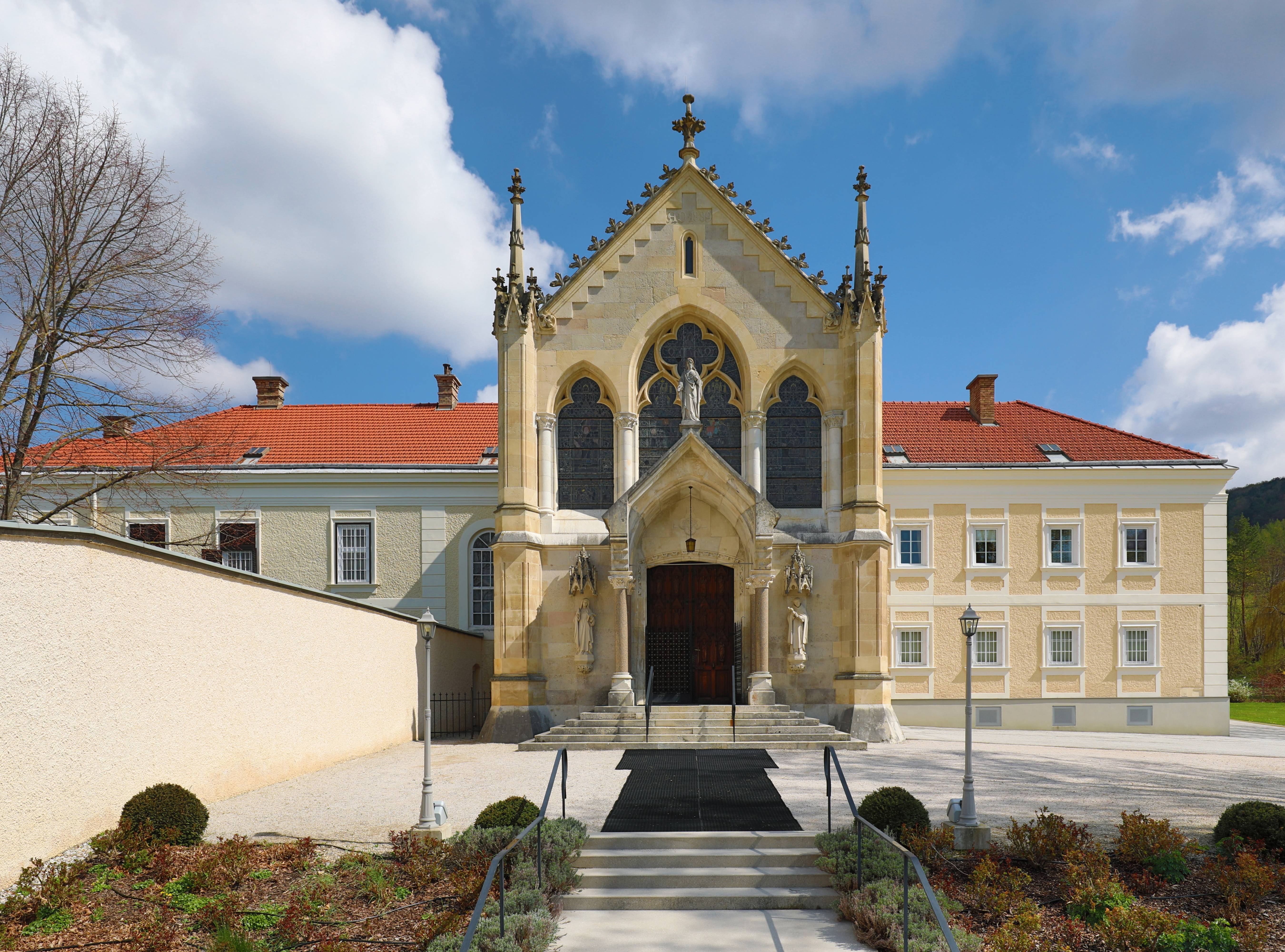
O antigo pavilhão de caça, nos dias atuais

- Zita de Bourbon-Parma, viúva do imperador Carlos I, afirmou em mais de uma ocasião que a alegação de suicídio não passava de uma "cortina de fumaça" para acobertar o que realmente se passou em Mayerling. Segundo a última imperatriz austríaca, o arquiduque Rodolfo teria sido assassinado por motivos políticos.[10] Estes motivos estariam ligados a uma conspiração que tinha como objetivo desfazer a aliança pró-Alemanha através da derrubada do imperador Francisco José I e a ascensão de Rodolfo (mais inclinado a uma aliança com a França) ao trono. A desistência do arquiduque de participar do plano teria motivado o duplo assassinato, ordenado pelo primeiro-ministro francês Georges Clemenceau.[11][12][nota 3]
- Ainda dentro do campo político, existe a teoria de que Rodolfo teria sido assassinado por agentes secretos austríacos ou alemães, devido ao seu excessivo liberalismo, seu sentimento anti-alemão e pela simpatia que nutria pelo povo húngaro. Ao defender uma maior autonomia ao país, o arquiduque colocava em risco a existência do próprio Império Austro-Húngaro e especulava-se que ele tinha a intenção de aderir aos nacionalistas húngaros e declarar-se rei da Hungria. Suas ideias notoriamente anticlericais explicariam o fato do Vaticano ter aceito a versão do suicídio e concedido tão rapidamente uma autorização especial para que Rodolfo fosse enterrado no terreno consagrado da Cripta Imperial de Viena.[13][14][15]
- O livro The Secrets of the Hohenzollerns, de Armgaard Karl Graves (que afirmava ter sido um espião alemão e que se reportava diretamente ao kaiser Guilherme II), publicado em 1915, traz detalhes de um suposto assassinato levado a cabo por três homens encapuçados que teriam invadido o pavilhão de caça de Mayerling, rendido os criados e esmagado o crânio de Rodolfo com uma garrafa de champanhe. O autor também sugere que o irmão da baronesa seria um dos três homens que praticaram a ação.
- O livro Mayerling: The Facts Behind the Legend, de Fritz Judtmann, também rechaça a ideia de suicídio e traz trechos de cartas de diversos personagens da época que contradizem a versão oficial:

"Qualquer coisa é melhor do que a verdade." (Francisco José I em carta a Leopoldo II da Bélgica)
"A verdade é tão terrível que ninguém pode falar sobre ela." (Arquiduque Carlos Luís da Áustria em carta a Ludovica da Baviera)
"A verdade toda é tão terrível que nunca poderá ser confessada." (Arquiduque Luís Vítor da Áustria)
"… é terrível, terrível! eu não posso te dizer nada sobre isso!" (Príncipe Filipe de Saxe-Coburgo-Gota, concunhado de Rodolfo, em carta à sua esposa Luísa da Bélgica)
"Sua Alteza está morta. Isso é tudo o que posso dizer. Não me pergunte por mais detalhes. É muito assustador. Dei a minha palavra ao Imperador de que não direi uma palavra sobre o que eu já vi." (Conde Josef Hoyos em carta ao Arquiduque João Salvador de Áustria-Toscana)
"As circunstâncias do caso Mayerling são muito piores do que se imagina." (Henrich Taaffe, filho do líder do governo, Eduard Taaffe)
"É de absoluta importância confirmar e manter a versão de suicídio. Pode parecer difícil aos olhos do nosso povo católico ver uma casa com os pontos de vista da Casa de Habsburgo insistindo na versão de suicídio. Mas suicídio e perturbação mental foram a única maneira de evitar um escândalo inaudito, pontos que eu não posso confiar nesta carta, mas que vou contar a você em detalhes." (Leopoldo II da Bélgica em carta ao seu irmão Filipe, Conde de Flandres)
- O livro The Last Days of the Archduke Rudolph, publicado em 1916, o autor (que utiliza o pseudônimo de Hamil Grant e afirma ter sido secretário de Rodolfo) descreve a cena que teria visto ao chegar aos aposentos do arquiduque:

"… o príncipe foi baleado no coração e por trás, uma visão que coincidirá com a primeira afirmação — a saber, que o corpo havia sido encontrado deitado sobre o lado direito. A mesma declaração afirma que Mademoiselle Vetsera foi baleada na têmpora esquerda — uma visão inteiramente coincidente com a suposição de que a janela à esquerda do sofá tinha sido aberta e os dois adormecidos assassinados. Dr. Widerhofer entrou imediatamente para a câmara do arquiduque, de onde o corpo já havia sido retirado, e o de Mademoiselle Vetsera tendo sido removido para uma sala adjacente, foi colocado em um sofá e completamente escondido sob um cobertor branco liso, enquanto aguardava a chegada de familiares que haviam sido convocados ao mesmo tempo .... Embora tenha adentrado na câmara onde estava a menina, eu fiquei impedido, pelo posicionamento de uma mesa, de observar o corpo de perto."
- O livro Francis Joseph and His Court; From the Memoirs of Count Roger de Resseguier .., de  Roger Maria Hermann Bernhar Resseguier, publicado em 1917, reforça a teoria de um duplo assassinato e a participação de um familiar de Maria Vetsera no crime:

"(…) foi então que seu irmão ou primo, o barão Baltazzi, apareceu em cena (…) ele logo provou ser mais guardião da honra da família do que o noivo de conveniência. Ele instalou o reinado do terror (…)
A noite estava fechada. A orgia costumeira ocorreu em Mayerling naquela noite, acompanhada de muito champanhe (…) Baltazzi olhou pela janela e viu uma cena revoltante à luz oscilante. No fundo, sobre uma cama na alcova, o arquiduque Rodolfo e Maria Vetsera dormiam nos braços um do outro. Num sofá, no chão e mesmo sob a mesa, estavam Filipe de Coburgo, o conde Hoyos e os dois Apanjagers (sic), todos caindo de bêbados. Garrafas vazias de champanhe estavam espalhadas por toda a parte. As velas estavam expirando nos castiçais. Então Baltazzi disparou sem a menor pressa ou excitação. Ele atirou na noiva e no herdeiro do trono austríaco. O tiro foi certeiro e atravessou-lhe o coração. Em seguida, ele foi tomado por uma fúria louca. Jogou fora a arma, que mais tarde foi encontrada por funcionários da Abadia, balançou-se até a janela de baixo, cujas vidraças haviam sido quebradas, entrou na sala, pegou uma garrafa vazia e golpeou as cabeças dos dois amantes mortos. Pedaços de vidro foram encontrados mais tarde dentro de seus cérebros."

## Implicações políticas
A misteriosa morte do arquiduque Rodolfo provocou de imediato uma crise dinástica. Sendo o único filho varão de Francisco José I (numa monarquia que, desde Maria Teresa, voltara a adotar a Lei Sálica), o herdeiro presuntivo da coroa do Império Austro-Húngaro passou a ser o arquiduque Carlos Luís, irmão do imperador. Este, por sua vez, renunciou aos seus direitos em favor de seu filho mais velho, o arquiduque Francisco Fernando, cujo assassinato em Sarajevo iria precipitar a eclosão da Primeira Guerra Mundial. Com a morte de Francisco Fernando, a sucessão recaiu sobre seu sobrinho, Carlos (futuro Carlos I da Áustria e IV da Hungria), filho do arquiduque Oto Francisco.

## Exumações e evidências forenses
Corpo de Maria Vetsera foi retirado de Mayerling e enterrado no cemitério de Heiligenkreuz.
A história oficial do assassinato-suicídio foi inquestionável até o término da Segunda Guerra Mundial. Em 1946 as tropas soviéticas de ocupação retiraram a placa de granito que cobria o túmulo da baronesa e seu caixão foi aberto com uma bomba, aparentemente para a pilhagem de suas jóias. Este fato só tornou-se conhecido em 1955, quando o Exército Vermelho retirou-se da Áustria. Em 1959, um jovem médico chamado Gerd Holler, acompanhado por um membro da família Vetsera e especialistas em preservação funerária, inspecionaram seus restos mortais. Holler examinou cuidadosamente o crânio e outros ossos em busca de vestígios de buracos de bala, mas declarou não ter encontrado nenhuma evidência. Intrigado, ele afirmou que pediu ao Vaticano autorização para inspecionar seus arquivos de 1889 sobre o caso, onde a investigação do Núncio Apostólico, constatou que apenas uma bala havia sido disparada. Na falta de evidências forenses de uma segunda bala, Holler levantou a teoria de que Vetsera teria morrido acidentalmente, provavelmente como resultado de um aborto, e que Rodolfo, em consequência, teria se suicidado.
Em 1991, os restos de Maria Vetsera foram novamente exumados, desta vez por Helmut Flatzelsteiner, um comerciante de móveis Linz, que era obcecado pelo caso Mayerling. Ele removeu os ossos clandestinamente e pagou por uma perícia particular em fevereiro de 1993. Flatzelsteiner disse aos peritos que os restos mortais eram de um familiar morto cerca de cem anos antes, provavelmente morto com um tiro na cabeça ou esfaqueado. Um dos especialistas verificou que a calota craniana mostrava uma grande área de trauma, indicando que a baronesa poderia ter morrido por um golpe, o que sustentaria a versão de que ela não havia sido baleada por Rodolfo. Flatzelsteiner procurou um jornalista do Kronen Zeitung a fim de vender tanto a história quanto o esqueleto de Vetsera. Após um exame pericial, que comprovou que os restos mortais eram da jovem, estes foram novamente enterrados em seu túmulo original, em outubro de 1993.  Flatzelsteiner foi processado e condenado a pagar 2 000 euros à abadia de Heiligenkreuz, a título de danos.